# Giuseppe Tavolotti
Giuseppe Tavolotti (Cremona, 28 settembre 1820 – Cremona, 9 settembre 1887) è stato un politico italiano.

## Biografia
Di professione avvocato, combatté nel 1859 come ufficiale della Guardia nazionale e fu tra i promotori a Cremona di un comitato per gli invalidi di guerra, che aveva lo scopo di erigere una casa di ricovero destinata agli invalidi militari.
Fu attivo nella vita culturale e amministrativa della città di Cremona nella seconda metà del XIX secolo. Fu consigliere comunale, consigliere provinciale dal 1862 al 1868 per il mandamento di Bozzolo, sindaco di Cremona dal 1868 al 1874, conservatore e tesoriere dell'Archivio notarile di Cremona, presidente della Commissione provinciale d'appello per le imposte dirette, membro della Congregazione di carità e del Consiglio sanitario provinciale.
Durante il proprio mandato il Tavolotti appoggiò la demolizione della chiesa gotica di San Domenico, già sede del Tribunale dell'Inquisizione, ricca di opere d'arte e di sepolcreti, tra i quali quello di Antonio Stradivari; l'episodio è inserito in una agguerrita lotta anticlericale, di cui Tavolotti fu un esponente di rilievo, che caratterizzò i rapporti tra l'amministrazione comunale e la Chiesa cremonese dopo l'unità.
In quanto sindaco, Tavolotti venne insignito del conferimento della cittadinanza romana per avere partecipato alle feste per Roma capitale.